# 格林伍德鎮區 (阿肯色州巴克斯特縣)
格林伍德鎮區（英語：Greenwood Township）是位於美國阿肯色州巴克斯特縣的一個行政鎮區。

## 地方資料
格林伍德鎮區的面積為99.01平方千米，當中陸地面積為98.24平方千米，而水域面積為0.77平方千米。根據2010年美國人口普查的數據，當地共有人口164人，而人口密度為每平方千米1.66人。